# Himalaya Airlines
Himalaya Airlines (Nepali हिमालय एअरलाइन्स्) ist eine nepalesische Fluggesellschaft mit Sitz in Kathmandu und Basis auf dem Flughafen Kathmandu.

## Geschichte
Himalaya Airlines wurde 2014 als Joint Venture zwischen Tibet Airlines und Yeti Airlines gegründet und nahm am 31. Mai 2016 den Flugbetrieb auf.

## Flugziele
Himalaya Airlines fliegt von Kathmandu nach: Abu Dhabi (VAE), Dubai (VAE), Damman (Saudi-Arabien) Doha in Katar, Dhaka (Bangladesh), Kuala Lumpur (Malaysia), Colombo in Sri Lanka und seit Nov 2019 nach Beijing (China).

## Flotte
Mit Stand März 2021 besteht die Flotte der Himalaya Airlines aus vier Flugzeugen mit einem Durchschnittsalter von 5,9 Jahren:
| Flugzeugtyp     | Anzahl | bestellt | Anmerkungen               | Sitzplätze (Business/Economy) |
| --------------- | ------ | -------- | ------------------------- | ----------------------------- |
| Airbus A319-100 | 1      |          | mit Winglets ausgestattet |                               |
| Airbus A320-200 | 3      |          | mit Winglets ausgestattet | 158 (8/150)                   |
| Gesamt          | 4      |          |                           |                               |